# Adelheid Lindemann-Meyer zu Rahden
Adelheid „Heidi“ Lindemann-Meyer zu Rahden (geboren  am 5. August 1924; gestorben 2008) war eine deutsche Hauswirtschaftsmeisterin und von 1970 bis 1986 Präsidentin des Deutschen Landfrauenverbandes, dem bundesweit größten Verband für Fraueninteressen im ländlichen Raum.

## Leben und Wirken
Adelheid Lindemann-Meyer zu Rahden war die jüngste von drei Töchtern und wuchs in der Nähe von Gütersloh auf dem elterlichen Hof auf. 1942 legte sie ihr Abitur ab. Daran schloss sich eine Ausbildung in ländlicher Hauswirtschaft an, die sie in verschiedenen Betrieben und der Landfrauenschule Wittgenstein in Birkelbach absolvierte. Als Mitglied der Landjugend erhielt sie die Möglichkeit für einen mehrmonatigen Aufenthalt in den USA. Ihre Meisterprüfung als Hauswirtschafterin bestand sie 1955 und führte seitdem zahllose junge Frauen zum Abschluss in diesem Beruf.
Lindemann-Meyer zu Rahden übernahm zudem den elterlichen Hof in Werther/Westfalen und führte diesen Betrieb fort.
Heidi Lindemann-Meyer zu Rahden war verheiratet und lebte in Werther-Häger.

## Ehrenamt
Ihre berufliche Verflechtung mit der Landwirtschaft und dem ländlichen Raum führte zu einem langjährigen ehrenamtlichen Engagement für die Landfrauen. Von 1967 bis 1983 stand sie dem  Westfälisch-Lippischen Landfrauenverband vor. 1970 wurde sie in dieser Funktion zusätzlich Präsidentin des Deutschen Landfrauenverbandes. In diesem Amt wurde sie mehrmals wiedergewählt.
Zu Beginn ihrer Amtszeit wurde auf ihren Wunsch die Bundesgeschäftsstelle des Verbandes von Stuttgart in die Bundeshauptstadt nach Bonn verlegt. Ziel war es, die Verbandsinteressen gegenüber Parlament und Politik besser vertreten zu können sowie den Kontakt mit anderen landwirtschaftlichen und Frauenverbänden zu pflegen. Als Präsidentin des Deutschen Landfrauenverbandes mit Sitz in Bonn galt ihre Aufmerksamkeit insbesondere einer qualifizierten beruflichen Ausbildung in der ländlichen Hauswirtschaft. Thematisch forcierte sie auch die Stärkung der ländlichen Erwachsenenbildung, insbesondere die Landfrauenbildung. Bei sozialen Themen konnte eine bessere Absicherung für junge Witwen in der Landwirtschaft erreicht werden. Ebenso beschäftigte sie ein  eigener Altersgeldanspruch für Bäuerinnen, der jedoch erst im Jahr 1995 realisiert wurde, sowie die Einrichtung von Sozialstationen zur besseren medizinischen Versorgung im ländlichen Raum.
In ihre Präsidentschaft fiel der Weltlandfrauenkongress, der 1980 in Hamburg mit starker internationaler Resonanz stattfand und weitere internationale Projekte anstieß.
Während ihrer 16-jährigen Amtszeit verdoppelte sich die Zahl der Mitglieder im Deutschen Landfrauenverband von anfangs rund 225.000 auf etwa 500.000 Landfrauen. 1986 übergab sie das Amt an ihre Nachfolgerin Irmgard Reichhardt.

## Ehrungen
- 1984: Bundesverdienstkreuz Erster Klasse
- 1986: Verdienstorden des Landes Nordrhein-Westfalen[3]

Adelheid Lindemann-Meyer zu Rahden wurde außerdem die Goldene Biene vom Deutschen Landfrauenverband, die Max-Eyth-Medaille in Silber der Deutschen Landwirtschaftsgesellschaft und die Andreas-Hermes-Medaille des Deutschen Bauernverbandes verliehen.